# Cotoneaster osmastonii
Cotoneaster osmastonii är en rosväxtart som beskrevs av Klotz. Cotoneaster osmastonii ingår i släktet oxbär, och familjen rosväxter. Inga underarter finns listade i Catalogue of Life.